# Jeannie Longo
Pour les articles homonymes, voir Longo.

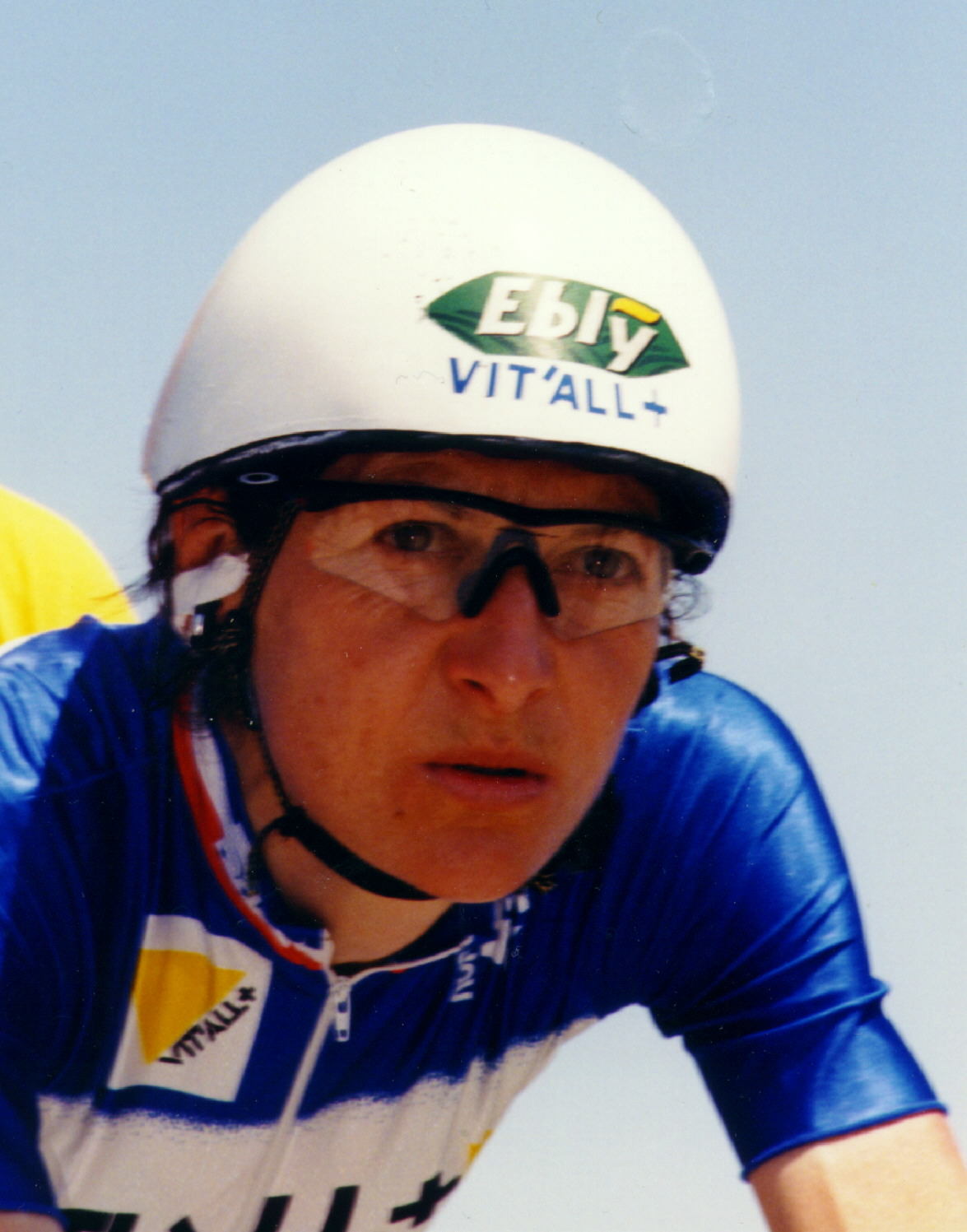
Jeannie Longo en 2001.

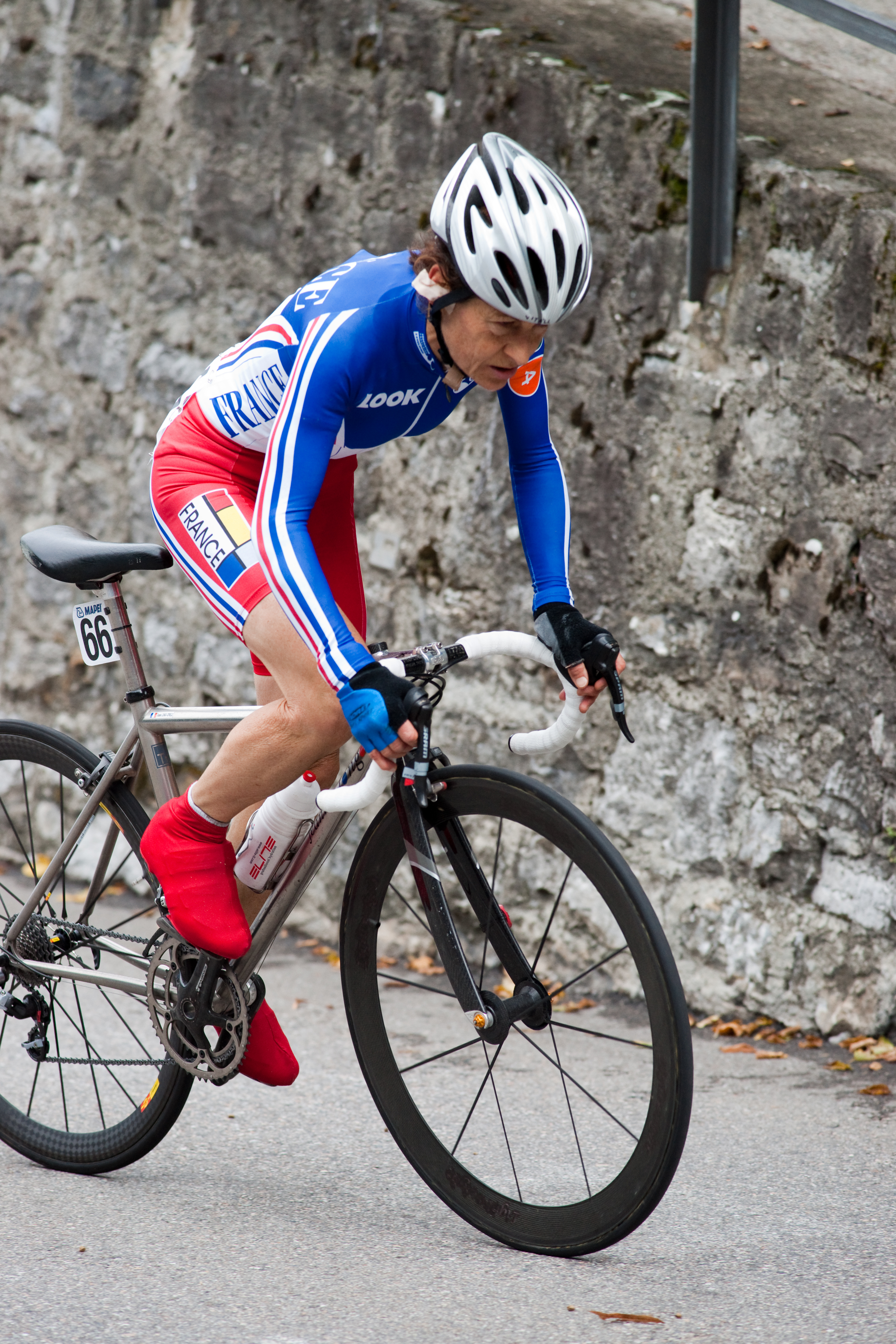
Jeannie Longo avec le maillot de l'équipe de France en 2009.

Jeannie Longo ou Jeannie Longo-Ciprelli, née le 31 octobre 1958 à Annecy (Haute-Savoie), est une cycliste française.
Dotée d'une longévité sportive exceptionnelle, elle participe aux championnats du monde de cyclisme sur piste de 1979 à 2010 et aux Jeux olympiques de 1984 à 2008. De plus, elle possède un palmarès unique, avec une médaille d’or olympique, 62 titres nationaux, 13 titres de championne du monde chez les élites, 3 Tour de France féminin et 38 records du monde.

## Biographie
Native d'Annecy, Jeannie Longo est la troisième fille d'un directeur d'entreprise de travaux publics et d'une institutrice et professeure de gymnastique de Saint-Gervais-les-Bains. Elle commence sa carrière sportive en ski alpin et parvient très vite au rang des meilleures. Elle remporte de nombreuses compétitions entre 1979 et 1982 et intègre l'équipe de France universitaire.
Mais c'est en cyclisme qu'elle excelle, elle est la cycliste la plus titrée avec 30 médailles aux Jeux olympiques et aux championnats du monde de cyclisme, un titre olympique, treize championnats du monde, trois victoires du Tour de France féminin, 38 records du monde, et 1 157 victoires depuis sa première licence.
Jeannie Longo commence à pratiquer le cyclisme à l'âge de 20 ans, en 1978. L'année suivante, elle obtient son premier titre de championne de France. En 1981, elle est vice-championne du monde sur route à Prague en Tchécoslovaquie, derrière l'Allemande Ute Enzenauer. Elle se consacre exclusivement à ce sport à partir de 1983, à l'approche des Jeux olympiques de Los Angeles.
En 1985, elle obtient son premier titre de championne du monde sur route. Elle décroche quatre titres de 1985 à 1989. Le 30 septembre 1986, elle bat pour la première fois un record de l'heure. Sur une piste en plein air à moins de 600 m d'altitude, elle effectue 43,588 km, et bat ainsi de plus de 500 m le record établi par Keetie van Oosten-Hage en 1978. Deuxième du Tour de France féminin derrière Maria Canins en 1985 et 1986, elle parvient à s'y imposer trois fois de 1987 à 1989.
Elle est à cette époque cible d'attaques et de propos sexistes dénigrant le cyclisme féminin. Par exemple dans l'émission À chacun son tour en 1987 où, invitée à la suite de sa victoire sur une étape du Tour de France féminin, elle est prise à partie par Marc Madiot qui a fait preuve de misogynie.
En 1989, elle décide de mettre sa carrière en suspens à l'âge de 31 ans. 
Elle reprend la compétition en 1991, avec l'intention d'obtenir un titre olympique lors des Jeux olympiques de Barcelone l'année suivante, mais elle ne décrochera que la médaille d'argent de la course en ligne. Elle est cependant victorieuse du Women's Challenge en 1991. La même année, peu avant les championnats du monde sur route à Stuttgart pour lesquels elle est sélectionnée, elle est exclue de l'équipe de France à cause de son refus d'utiliser les pédales de la marque qui équipe la Fédération française de cyclisme,.
En octobre 1995, elle est championne du monde de la course en ligne et du contre-la-montre. Il s'agit de ses neuvième et dixième titres mondiaux, les premiers depuis 1989.
L'année suivante, elle devient enfin, à Atlanta, championne olympique de la course en ligne. Le 26 octobre 1996 à Mexico, avec 48,159 km sur une heure, elle bat la meilleure performance de l'heure féminine UCI qui reste inégalée à ce jour.
Elle forme un couple à part dans le milieu cycliste avec son entraîneur et mari, Patrice Ciprelli, ancien skieur membre de l'équipe de France de ski. Avec lui, elle monte une équipe pour aider les femmes cyclistes à percer.
En 2015, elle participe en Argentine au tournage de l'émission Dropped, avant l’accident mortel par collision de deux hélicoptères qui entraîne la mort de dix personnes, dont les sportifs Camille Muffat, Florence Arthaud et Alexis Vastine.
Le 9 octobre 2021, à 62 ans et 11 mois, elle devient championne du monde du contre-la-montre dans sa catégorie d'âge (60-64 ans) à Sarajevo.
Le 18 juillet 2025, elle décroche le titre de championne de France Masters sur l'épreuve du contre-la-montre à  Saint-Sauveur-le-Vicomte. C'est son 61e titre national à 66 ans.
En parallèle à ses activités sportives, elle joue du piano avec une participation au concours annuel international de piano de Besançon. Elle a été aussi adjointe du maire de Grenoble, Alain Carignon.

## Dopage
En 1987, elle est contrôlée positive à l'éphédrine à Colorado Springs, quelques jours après y avoir battu le record des 3 km, et deux jours avant son record des 5 km, dix jours avant un record de l'heure. Ces trois records furent homologués. Elle ne fut pas suspendue à la suite de son appel auprès de l'UCI,. Dans son autobiographie, elle affirme que la présence d'une quantité selon elle « infime » d'éphédrine dans son analyse s'expliquait par la prise de gélules d'ephedra, un complément alimentaire.
Le 9 septembre 2011, il est annoncé qu'elle a manqué par trois fois à ses obligations de localisation dans le cadre de la lutte antidopage au cours des 18 derniers mois. L'Agence française de lutte contre le dopage transmet son dossier à la Fédération française de cyclisme, qui peut la suspendre pour une durée allant de trois mois à deux ans. Le 22 novembre 2011, elle est « relaxée de toute poursuite disciplinaire » par la Fédération française de cyclisme, l'athlète ne faisant plus partie de la liste des sportifs de haut niveau soumis au contrôle de l'Agence française de lutte contre le dopage.
En juillet 2018, son mari, Patrice Ciprelli, a été condamné à un an de prison avec sursis pour avoir acheté de l'érythropoïétine (EPO) pour un montant de 3 110 dollars (2 920 euros), entre 2008 et 2011. Ces produits étaient-ils destinés à sa femme, dont il était aussi l'entraîneur ? C'est ce qu'affirme l'ancien cycliste Joe Papp, reconverti dans le trafic d'EPO, qui a témoigné dans L'Equipe en 2011,.

## Palmarès et résultats

### Palmarès sur route

#### Par années
| - 1979 - Championne de France sur route - 8e du championnat du monde sur route - 1980 - Championne de France sur route - 10e du championnat du monde sur route - 1981 - Championne de France sur route - Journées Havro-Cauchoises - 2e du championnat du monde sur route - 1982 - Championne de France sur route - Journées Havro-Cauchoises : - Classement général - 1re et 2e étapes - 2e de la Coors Classic - 1983 - Championne de France sur route - 2e étape du Circuit International du Loiret - Journées Internationales de Dompaire : - Classement général - 1re, 2e et 3e étapes - 2e du Tour de Norvège - 5e du championnat du monde sur route - 1984 - Championne de France sur route - Tour du Texas : - Classement général - 6e et 7e étapes - Osaka International Road Race - 2e de la Coors Classic - 6e de la course en ligne des Jeux olympiques - 1985 - Championne du monde sur route - Championne de France sur route - Tour du Texas : - Classement général - Prologue, 1re et 4e étapes - 1re, 2e et 6e étapes du Tour de Norvège - Ronde d'Aquitaine : - Classement général - 4e étape (contre-la-montre) - 1re, 6e, 7e, 12e et 16e étapes du Tour de France - Coors Classic : - Classement général - 1re, 2e, 4e, 6e et 9e étapes - 2e du Tour de France - 2e du Tour de Norvège - 1986 - Championne du monde sur route - Championne de France sur route - 1re et 3e étapes du Tour du Texas - Prologue et 2e étape des Six Jours de Saint-Ambroix - Tour de la Drôme : - Classement général - 2e, 3e et 4e étapes - 1re, 7e et 8e étapes du Tour de Norvège - 8e, 10e, 12e et 15e étapes du Tour de France - Coors Classic : - Classement général - 1re, 4e et 9e étapes - 2e des Six Jours de Saint-Ambroix - 2e du Tour de France - 1987 - Championne du monde sur route - Championne de France sur route - Tour de Colombie : - Classement général - 1re, 2e, 3e, 4e, 5e, 6e, 7e et 8e étapes - 1re et 5e étapes du Tour de l'Aude - Tour de la Drôme : - Classement général - 1re, 2e, 3e, 4e (contre-la-montre) et 7e étapes - Tour de Norvège : - Classement général - 2e, 5e, 6e et 9e étapes - Tour de France : - Classement général - Prologue, 5e, 12e et 13e étapes - Coors Classic : - Classement général - 1re, 5e, 7e et 10e étapes - Chrono des Herbiers - 3e du Tour de l'Aude - 1988 - Championne de France sur route - Tour de Colombie : - Classement général - Prologue, 1re, 2e, 4e, 5e et 6e étapes - Tour de Vendée : - Classement général - Prologue, 2e, 3e et 4e étapes - Étoile Vosgienne : - Classement général - 1re, 2e et 3e étapes - Tour de l'Aude : - Classement général - Prologue, 3e, 4e et 8e étapes - Tour de la Drôme : - Classement général - 1re, 2e (contre-la-montre), 4e et 5e étapes - Grand Prix International d'Avignon : - Classement général - 1re et 2e étapes - Critérium national - Tour de France : - Classement général - 3e, 4e, 5e, 7e et 9e étapes - 1989 - Championne du monde sur route - Championne de France sur route - Tour de Vendée : - Classement général - Prologue, 1re, 2e, 3e et 4e étapes - Étoile Vosgienne : - Classement général - 2e étape - Tour de la Drôme : - Classement général - Prologue, 1re, 3e, 4e et 5e étapes - Tour de France : - Classement général - 5e, 6e, 7e, 8e et 9e étapes - 1991 - Women's Challenge : - Classement général - Prologue et 7e étape - 1992 - Championne de France sur route - Ronde de l'Isère : - Classement général - 1re, 2e et 3e étapes - Tour du Canton de Perreux : - Classement général - 1re, 2e et 3e étapes - Prologue et 5e étape (contre-la-montre) du Tour cycliste féminin - Chrono champenois - Chrono des Herbiers - 2e du Tour cycliste féminin - 2e de la course en ligne des Jeux olympiques - 2e du championnat du monde du contre-la-montre par équipes - 1993 - Championne de France du contre-la-montre par équipes - Tour de Vendée : - Classement général - 1re et 5e étapes - Étoile Vosgienne : - Classement général - 2e et 3e étapes - Tour de l'Aude : - Classement général - Prologue et 9e étape - Tour du Finistère : - Classement général - 2e étape - Prologue du Tour cycliste féminin - 2e du championnnat du monde sur route - 3e du Chrono champenois - 1994 - Championne de France du contre-la-montre par équipes - 1re et 3e étapes du Tour de Vendée - 5e étape du Tour du Portugal - 5e étape du Tour du Canton de Zürich - 3e du Tour de Vendée - 3e du Tour du Portugal - 3e du championnat du monde du contre-la-montre - 9e du championnat du monde sur route - 1995 - Championne du monde sur route - Championne du monde du contre-la-montre - Championne de France sur route - Championne de France du contre-la-montre - Championne de France du contre-la-montre par équipes - 5e étape du Tour de Vendée - 1re et 2e étapes du Tour de Haute-Garonne - Tour de la Drôme : - Classement général - 1re et 6e étapes - Iurreta-Emakumeen Bira : - Classement général - 2e, 3e et 4e étapes - Tour du Finistère : - Classement général - 1re et 5e étapes - Prologue du Tour du Canton de Zürich - Prologue et 8e étape (contre-la-montre) du Tour cycliste féminin - Chrono champenois - Chrono des Herbiers - 2e du Tour de Haute-Garonne - 2e du Tour cycliste féminin - 1996 - Championne olympique de la course en ligne - Championne du monde du contre-la-montre - 3e étape de l'Étoile Vosgienne - Tour du Pays de Conques : - Classement général - Étape en ligne et étape chronométrée - 2e étape du Tour de Haute-Garonne - 1re, 4e et 13e (contre-la-montre) étapes du Tour cycliste féminin - Chrono champenois - Grand Prix des Nations - 2e du Tour cycliste féminin - 2e du Tour de Vendée - 2e de l'Étoile Vosgienne - 2e de la Ronde du Mont Pujols - 2e du contre-la-montre des Jeux olympiques - 3e du Tour de Haute-Garonne - 7e du championnat du monde sur route | - 1997 - Championne du monde du contre-la-montre - 1re étape du Tour de Majorque - Tour du Canton de Conques : - Classement général - Étape en ligne et étape chronométrée - Trophée d'Or : - Classement général - 2e et 4e étapes - Grand Prix des Nations - 2e du Tour de Majorque - 3e du Tour de Vendée - 3e du Tour des Trois Pays - 1998 - Championne de France sur route - 1re étape de la Ronde d'Aquitaine - 1re étape du Tour de Snowy - 3e étape des Trois Jours de Vendée - Tour of the Gila : - Classement général - 1re et 2e étapes - Mount Evans Hill Climb - 4e étape du Trophée d'Or - 2e de la Coupe du monde cycliste féminine de Montréal - 3e de la Ronde d'Aquitaine - 3e du Tour de Snowy - 3e du Trophée d'Or - 5e du championnat du monde du contre-la-montre - 9e du championnat du monde sur route - 1999 - Championne de France sur route - Championne de France du contre-la-montre - Women's Challenge : - Classement général - 2e, 4e, 6e et 11e étapes - Chrono champenois - 9e du championnat du monde du contre-la-montre - 9e du championnat du monde sur route - 2000 - Championne de France sur route - Championne de France du contre-la-montre - Ronde du Mont Pujols - 1re (contre-la-montre) et 4e étapes du Tour of the Gila - Vuelta de Bisbee : - Classement général - 1re, 2e, 3e et 4e étapes - 2e, 4e et 5e étapes du Women's Challenge - Mount Washington Hillclimb - Sear May Classic : - Classement général - 1re, 2e et 3e étapes - 4e étape du Tour de Bretagne - Killington Stage Race : - Classement général - 1re et 3e étapes - Boucles Nontronnaises (cdf) - Chrono des Herbiers (cdf) - 2e du Tour of the Gila - 2e du Grand Prix du Québec - 2e du championnat du monde du contre-la-montre - 3e du Giro dei Sei Comuni - 3e du contre-la-montre aux Jeux olympiques - 2001 - Championne du monde du contre-la-montre - Championne de France sur route - Championne de France du contre-la-montre - 1re étape du Women's Challenge - Trophée des grimpeurs (cdf) - 3e du Grand Prix de Suisse - 3e du championnat du monde sur route - 6e de la Coupe du monde cycliste féminine de Montréal - 2002 - Championne de France du contre-la-montre - Vuelta de Bisbee : - Classement général - 2e et 4e étapes - 1re étape du Tour de la Drôme - Ronde du Houblon (cdf) : - Classement général - 1re étape - Semaine Cantalienne - 2e de la Tucson Bicycle Classic - 2e du Tour de la Drôme - 2e du Chrono des Herbiers - 3e du Chrono champenois - 7e du championnat du monde du contre-la-montre - 2003 - Championne de France du contre-la-montre - Classement général de la Coupe de France - Tour du Genevois (cdf) - 3e du Grand Prix des Nations - 6e du championnat du monde du contre-la-montre - 6e du championnat du monde sur route - 2004 - Championne de France sur route - Coupe de France - Trophée des grimpeurs (cdf) - North End Classic : - Classement général - 1re et 2e étapes - 1re étape du Tour de Témécula - Grand Prix de Lyon - 2e du championnat de France du contre-la-montre - 10e de la course en ligne des Jeux olympiques - 2005 - 2e du championnat de France du contre-la-montre - 2e du Circuit National Féminin de Saint-Amand-Montrond - 2e du Chrono champenois - 2006 - Championne de France sur route - Championne de France du contre-la-montre - 2007 - Trophée des grimpeurs (cdf) - Summit Center Classic - Grand Prix Fémin'Ain - 2e du championnat de France du contre-la-montre - 2e du championnat de France sur route - 3e du Tour du Salvador - 7e de la Coupe du monde cycliste féminine de Montréal - 7e du championnat du monde du contre-la-montre - 2008 - Championne de France sur route - Championne de France du contre-la-montre - Ladies Berry Classic’s Indre (cdf) - Trophée des grimpeurs (cdf) - Mount Evans Hill Climb - 2e de la Mount Hood Cycling Classic - 2e du Chrono des Herbiers - 4e du contre-la-montre des Jeux olympiques - 2009 - Championne de France du contre-la-montre - Trophée des grimpeurs (cdf) - Ronde de Bourgogne : - Classement général - 1re et 2e étapes (contre-la-montre par équipes) - Chrono des Herbiers - 2e du Tour du lac Majeur - 2e du Grand Prix de Suisse - 2e de la Coupe de France - 3e du championnat de France sur route - 10e du championnat du monde du contre-la-montre - 2010 - Championne de France du contre-la-montre - Chrono des Herbiers - 3e du Grand Prix de Suisse - 3e du championnat de France sur route - 5e du championnat du monde du contre-la-montre - 2011 - Championne de France du contre-la-montre - 2e du championnat de France sur route - 3e du Chrono Gatineau - 2013 - 2e du Grand Prix de Lucerne - 2014 - Championne de France sur route masters 6 - Championne de France du contre-la-montre masters 6 - 2015 - Championne de France sur route masters 6 - Championne de France du contre-la-montre masters 6 - 2016 - Championne de France sur route masters 6 - Championne de France du contre-la-montre masters 6 - 2017 - Championne de France du contre-la-montre masters 6 - 2018 - Championne de France sur route masters 7 - Championne de France du contre-la-montre masters 7 - 2019 - Championne de France sur route masters 7 - Championne de France du contre-la-montre masters 7 - 2021 - Championne du monde du contre-la-montre masters - Championne de France sur route masters 7 - Championne de France du contre-la-montre masters 7 - 2022 - Championne du monde sur route masters - Championne du monde du contre-la-montre masters - Championne de France sur route masters 7 - Championne de France du contre-la-montre masters 7 - 2023 - Championne du monde du contre-la-montre masters - Championne de France sur route masters 8 - Championne de France du contre-la-montre masters 8 - 2025 - Championne de France sur route masters 8 - Championne de France du contre-la-montre masters 8 |  |

#### Par course

##### Championnats de France
Voici un récapitulatif complet de ses titres de championne de France sur route, le numéro correspond à son nombre de succès. Elle compte 34 titres remportés dans trois disciplines différentes. Par exemple, pour l'année 2008, elle a remporté son 20e titre de championne de France de la course en ligne et son 8e en contre-la-montre.
| Discipline/Année              | 79 | 80 | 81 | 82 | 83 | 84 | 85 | 86 | 87 | 88 | 89 | 90 | 91 | 92 | 93 | 94 | 95 | 96 | 97 | 98 | 99 | 00 | 01 | 02 | 03 | 04 | 05 | 06 | 07 | 08 | 09 | 10 | 11 | 14 | 15 | 16 | 17 | 18 | 19 | 21 | 22 | 23 |
| Course en ligne               | 1  | 2  | 3  | 4  | 5  | 6  | 7  | 8  | 9  | 10 | 11 |    |    | 12 |    |    | 13 |    |    | 14 | 15 | 16 | 17 |    |    | 18 |    | 19 |    | 20 |    |    |    |    |    |    |    |    |    |    |    |    |
| Contre-la-montre              | -  | -  | -  | -  | -  | -  | -  | -  | -  | -  | -  | -  | -  | -  | -  | -  | 1  |    |    |    | 2  | 3  | 4  | 5  | 6  |    |    | 7  |    | 8  | 9  | 10 | 11 |    |    |    |    |    |    |    |    |    |
| Contre-la-montre par équipes, | -  | -  | -  | -  | -  | -  | -  | -  | -  | -  | -  | -  | -  |    | 1  | 2  | 3  | -  | -  | -  | -  | -  | -  | -  | -  | -  | -  | -  | -  | -  | -  | -  | -  |    |    |    |    |    |    |    |    |    |
| Master course en ligne        |    |    |    |    |    |    |    |    |    |    |    |    |    |    |    |    |    |    |    |    |    |    |    |    |    |    |    |    |    |    |    |    |    | 1  | 2  | 3  |    | 4  | 5  | 6  | 7  | 8  |
| Master contre-la-montre       |    |    |    |    |    |    |    |    |    |    |    |    |    |    |    |    |    |    |    |    |    |    |    |    |    |    |    |    |    |    |    |    |    | 1  | 2  | 3  | 4  | 5  | 6  | 7  | 8  |    |

##### Courses d'un jour
Au total, Longo a remporté 10 titres de championne du monde sur route et un titre olympique.
Le tableau ci-dessous présente les classements de Jeannie Longo aux championnats du monde et aux Jeux olympiques.
| Discipline/Année             | 79 | 80  | 81 | 82  | 83 | 84 | 85  | 86  | 87  | 88  | 89  | 90 | 91 | 92 | 93 | 94 | 95  | 96  | 97  | 98 | 99 | 00  | 01  | 02  | 03 | 04  | 05 | 06  | 07  | 08  | 09  | 10  |
| Championnats du monde        |    |     |    |     |    |    |     |     |     |     |     |    |    |    |    |    |     |     |     |    |    |     |     |     |    |     |    |     |     |     |     |     |
| Course en ligne              | 8e | 10e | 2e | Abd | 5e |    | 1re | 1re | 1re |     | 1re |    |    |    | 2e | 9e | 1re | 7e  | 49e | 9e | 9e | Abd | 3e  | Abd | 6e | 21e |    | Abd | 23e | 17e | 50e | 12e |
| Contre-la-montre             |    |     |    |     |    |    |     |     |     |     |     |    |    |    |    | 3e | 1re | 1re | 1re | 5e | 9e | 2e  | 1re | 7e  | 6e | 14e |    | 19e | 7e  | 13e | 10e | 5e  |
| Contre-la-montre par équipes |    |     |    |     |    |    |     |     |     |     |     |    |    | 2e |    |    |     |     |     |    |    |     |     |     |    |     |    |     |     |     |     |     |
| Jeux olympiques              |    |     |    |     |    |    |     |     |     |     |     |    |    |    |    |    |     |     |     |    |    |     |     |     |    |     |    |     |     |     |     |     |
| Course en ligne              |    |     |    |     |    | 6e |     |     |     | 21e |     |    |    | 2e |    |    |     | 1re |     |    |    | 26e |     |     |    | 10e |    |     |     | 24e |     |     |
| Contre-la-montre             |    |     |    |     |    |    |     |     |     |     |     |    |    |    |    |    |     | 2e  |     |    |    | 3e  |     |     |    | 14e |    |     |     | 4e  |     |     |

##### Courses à étapes
- 5 victoires sur le Tour de la Drôme (20 étapes)
- 3 victoires sur le Tour de France (23 étapes)
- 3 victoires sur le Tour de Vendée (13 étapes)
- 3 victoires sur la Coors Classic (12 étapes)
- 3 victoires sur l'Étoile vosgienne (7 étapes)
- 2 victoires sur le Tour de Colombie (14 étapes)
- 2 victoires sur le Women's Challenge (10 étapes)
- 2 victoires sur le Tour de l'Aude (8 étapes)
- 2 victoires sur la Vuelta de Bisbee (6 étapes)
- 2 victoires sur le Tour du Texas (5 étapes)
- 2 victoires sur le Tour du Pays de Conques (4 étapes)
- 2 victoires sur le Tour du Finistère (4 étapes)
- 1 victoire sur le Tour de Norvège (10 étapes)
- 1 victoire sur le Tour of the Gila (4 étapes)
- 1 victoire sur la Ronde de l'Isère (3 étapes)
- 1 victoire sur le Tour du canton de Perreux (3 étapes)
- 1 victoire sur le Trophée d'Or (3 étapes)
- 1 victoire sur la Sear may Classic (3 étapes)
- 1 victoire sur la Killington stage race (2 étapes)
- 1 victoire sur la North End Classic (2 étapes)
- 1 victoire sur la Ronde de Bourgogne (2 étapes, dont 1 contre-la-montre par équipes)

#### Résultats sur le Tour de France
- 1985 : 2e, vainqueur de 5 étapes et du classement par points
- 1986 : 2e, vainqueur de 4 étapes et du classement par points
- 1987 :  Vainqueur du classement général, vainqueur de 4 étapes et du classement par points
- 1988 :  Vainqueur du classement général, vainqueur de 5 étapes et du classement par points
- 1989 :  Vainqueur du classement général, vainqueur de 5 étapes et du classement de la montagne

#### Résultats sur le Tour cycliste féminin (Grande boucle féminine internationale)
- 1992 : 2e, vainqueur de 2 étapes
- 1993 : abandon (1re étape), vainqueur du prologue
- 1995 : 2e, vainqueur de 2 étapes
- 1996 : 3e, vainqueur de 3 étapes et du contre-la-montre par équipes
- 2001 : 9e

#### Classements mondiaux
| Année                  | 1985 | 1986 | 1987 | 1988 | 1989 | 1990 | 1991 | 1992 | 1993 | 1994 | 1995 | 1996 | 1997 | 1998 | 1999 | 2000 | 2001 | 2002 | 2003 | 2004 | 2005 | 2006 | 2007 | 2008 | 2009 | 2010 | 2011 |
| Super-Prestige Pernod  | 1re  | 1re  | 1re  |      |      |      |      |      |      |      |      |      |      |      |      |      |      |      |      |      |      |      |      |      |      |      |      |
| Classement mondial     |      |      |      |      | 1re  |      | 15e  | 2e   | 2e   | 4e   |      |      |      |      |      |      |      |      |      |      |      |      |      |      |      |      |      |
| Classement mondial UCI |      |      |      |      |      |      |      |      |      |      | 1re  | 1re  | 7e   | 14e  | 12e  | 12e  | 11e  | 75e  | 31e  | 61e  | 66e  | 69e  | 52e  | 42e  | 21e  | 25e  | 81e  |
| Coupe du monde         |      |      |      |      |      |      |      |      |      |      |      |      |      | 9e   |      |      | 38e  |      |      |      |      |      | 42e  |      |      |      |      |

### Palmarès sur piste

#### Jeux olympiques
Jeannie Longo a pris part une seule fois aux compétitions sur piste lors des Jeux olympiques.
| Épreuve / Édition | Barcelone 1992 |
| Poursuite         | 6e             |

#### Championnats du monde
Jeannie Longo a remporté 4 titres mondiaux sur piste entre 1986 et 1989.
| Épreuve / Édition | 1980 | 1981   | 1982   | 1983   | 1984   | 1985   | 1986 | 1987   | 1988 | 1989 | 1990 | 1991 | 1992 | 1993 |
| Poursuite         | 4e   | Bronze | Bronze | Bronze | Argent | Argent | Or   | Argent | Or   | Or   |      |      |      | 4e   |
| Course aux points |      |        |        |        |        |        |      |        |      | Or   |      |      | 5e   |      |

#### Championnats de France
Voici un récapitulatif complet de ses titres de championne de France sur piste, le numéro correspond à son nombre de succès. Par exemple, pour l'année 2008, elle a remporté son 16e titre de championne de France de poursuite.
| Discipline/Année  | 79 | 80 | 81 | 82 | 83 | 84 | 85 | 86 | 87 | 88 | 89 | 90 | 91 | 92 | 93 | 94 | 95 | 96 | 97 | 98 | 99 | 00 | 01 | 02 | 03 | 04 | 05 | 06 | 07 | 08 | 09 | 10 | 11 |
| Poursuite         | 3e | 1  | 2  | 3  | 4  | 5  | 6  | 7  | 8  | 9  | 10 |    |    | 11 |    | 12 | 3e | 2e |    | 13 | 14 | 2e | 2e | 2e | 2e | 2e | 15 | 2e | 2e | 16 | 2e | 4e | 3e |
| Course aux points |    |    |    |    |    |    |    | 1  | 2  | 3  | 4  |    |    | 5  |    | 2e | 3e |    |    |    |    |    |    | 6  | 4e | 2e | 2e | 7  | 4e | 4e | 8e | 6e | 8  |
| Vitesse           |    |    | 3e |    | 3e |    |    |    |    |    |    |    |    |    |    |    |    |    |    |    |    |    |    |    |    |    |    |    |    |    |    |    |    |
| Scratch           |    |    |    |    |    |    |    |    |    |    |    |    |    |    |    |    |    |    |    |    |    |    |    |    |    |    |    |    |    |    | 4e |    |    |

#### Autres victoires sur piste
- Six jours de Grenoble : 1984 et 1986 (avec Isabelle Gautheron), 1987 (avec Heidi Iratcabal), 1988 (avec Cécile Odin)
- Critérium des As : 1984, 1986, 1987, 1989
- Six-Jours de Bagnols-sur-Cèze : 1988

### Palmarès en VTT
- 1993
  -  Vice-championne du monde de cross-country-VTT
- 1994
  -  Championne de France de cross-country-VTT
  - 4e du championnat du monde de cross-country-VTT
- 1995
  - Coupe de France de VTT

## Records et distinctions
- Records :
  - 38 records du monde, dont le record du monde de l'heure en plein air (+ 600 m) en 45 km 094 (Mexico 2000), celui au niveau de la mer, et celui sur piste couverte. Elle bat également ceux des 3, 5, 10 et 20 km, ainsi que la meilleure performance mondiale de l'heure à Mexico en 1996 : 48,159 km (avec vélo cadre plongeant : record homologué et remplacé ensuite par la meilleure performance mondiale).
- Récompenses :
  - Super Prestige Pernod : 1985, 1986, 1987
  - Champion des champions de L'Équipe : 1987
  - Champion des champions Antenne 2 : 1987
  - Sportif européen de l'année : 1989
  - Sportive du siècle : 2000
  - Guidon d'or : 2000
  - Prix Spécial du Mendrisio d'or : 1997
- Distinctions :
  -  Chevalier de la Légion d'honneur en 1986
  -  Officier de la Légion d'honneur en 1996 des mains du président de la République Jacques Chirac
  -  Commandeur de la Légion d'honneur en 2011[42] des mains du président de la République Nicolas Sarkozy
  -  Commandeur de l'ordre national du Mérite en 2000[43] des mains du président de la République Jacques Chirac
  - Médaille du Mérite et Dévouement français en 2002
  - Médaille d'honneur de la ville de Limoges en 1988 des mains du maire Louis Longequeue
  -  Médaille de la jeunesse, des sports et de l'engagement associatif, or
  - Citoyenne d'honneur du Texas
  - Médaille du Mérite sportif de Côte d’Ivoire
  - Chevalier du Mérite colombien
  - En 2002, Jeannie Longo fait partie des coureuses retenues dans le Hall of Fame de l'Union cycliste internationale[44].
  - En 2016, une rue à son nom est inaugurée à La Ville-aux-Dames[45].
- Sondages:
  - Sportif préféré des Français en août 2011 (sondage pour L'Équipe Magazine, devant Sébastien Loeb et Sébastien Chabal)